# Las Quintanillas
Las Quintanillas är en ort i Spanien.   Den ligger i provinsen Provincia de Burgos och regionen Kastilien och Leon, i den norra delen av landet, 220 km norr om huvudstaden Madrid. Las Quintanillas ligger 844 meter över havet och antalet invånare är 376.
Terrängen runt Las Quintanillas är huvudsakligen platt. Las Quintanillas ligger nere i en dal. Runt Las Quintanillas är det mycket tätbefolkat, med 1 463 invånare per kvadratkilometer. Närmaste större samhälle är Burgos, 12,1 km öster om Las Quintanillas. Trakten runt Las Quintanillas består till största delen av jordbruksmark.